# Таларије
Хермесове таларије (лат. tālāria или Меркурове крилате сандале: стгрч. πτηνοπέδῑλος   , ptēnopédilos или πτερόεντα πέδιλα, pteróenta pédila) су крилате сандале, симбол грчког бога гласника Хермеса (римски еквивалент Меркур). Причало се да их је направио бог Хефест од неуништивог злата и носиле су бога брзо да лети као птица.

## Етимологија
Латинска именица tālāria, множина од tālāris означава "скочни зглоб". Није сасвим извесно како су Римљани из овога дошли до значења „крилатих сандала“, могуће да су крила била причвршћена за чланке, или су сандале биле везане око чланака. 

## Потврде
У античкој грчкој литератури Хермесове сандале пре свега помиње Хомер, иако нису описане као „крилате“.   
Опис крилатих сандала се први пут појављује у песми Хераклеов штит (око 600 – 550. п. н. е.), која говори о πτερόεντα πέδιλα (pteróenta pédila), буквално „крилате сандале“.   Хомерова химна Хермесу из нешто каснијег датума (520. п. н. е.) не наводи експлицитно да су сандале биле крилате, иако су му омогућавале да не оставља отиске стопала док је починио своју крађу Аполонове стоке. 
Према једној процени, око 5. века пре нове ере крилате сандале су се почеле сматрати уобичајеним (иако не и неопходним) обућом бога Хермеса.  Један каснији пример који се односи на сандале са крилима јесу Орфејеве химне XXVIII Хермесу (3. век пре нове ере до 2. век нове ере).  
Персеј носи Хермесове сандале како би му помогле да убије Медузу.  Према Есхилу, Хермес му их даје директно.  У боље потврђеној верзији, Персеј их мора узети од Граје, заједно са капом невидљивости и врећом. 

### Латински извори
Термин talaria користио је Овидије у 1. веку, а пре њега, у можда осам случајева, различити латински аутори (Цицерон, Вергилије итд.).  Термин се обично тумачи као „крилате сандале“, а примењује се скоро искључиво на обућу коју су носили бог Хермес/Меркур или херој Персеј. 

#### Средњовековна интерпретација
У случају таларија које је носио брзи тркач Аталанта (Овидије, Метаморфозе X.591) неки преводиоци су се у прошлости удаљавали од препознавања као обуће, и одлучили су да их сматрају „дугачким хаљинама, које досежу до глежња“, почевши од Плануда у 14. веку. Ово тумачење је такође подржано у 17. веку код Николаса Хајнзијуса, а опстало је и у 19. веку са Луисовим и Шортовим речничким уносом за овај одређени одломак.  Али постоје „непобедиви“ разлози против оваквог тумачења „одеће“, јер Овидије у претходним одломцима јасно каже да их је Аталанта скинула  да би се упустила у трку босих стопала.  
Такође у средњовековним ирским верзијама Енејиде (Imtheachta Aeniasa) и Разарања Троје (Togail Troí), Меркур носи „покривач птица“ или „огртач од перја“, што јасно потиче од Меркурових таларија, какве је описао Вергилије.  
Понекад се тумачи да су Хермесова стопала крилата, пре него да су крила део његових сандала.